# Katholieke Kerk in Azerbeidzjan

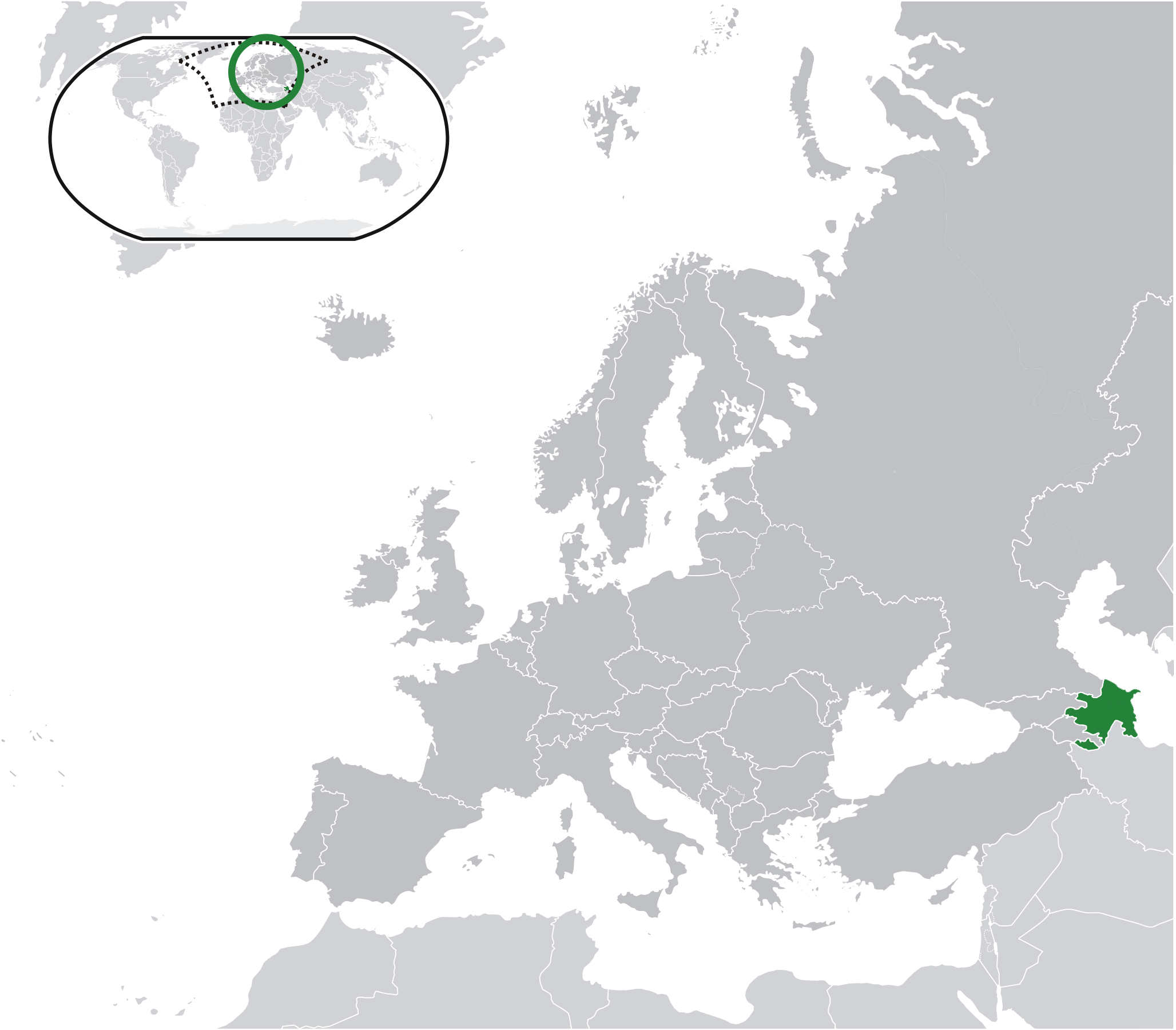
Azerbeidzjan

De Katholieke Kerk in Azerbeidzjan maakt deel uit van de wereldwijde Katholieke Kerk, onder het leiderschap van de paus en de Curie. 
Het land bestaat sinds 8 april 2011 uit de apostolische prefectuur Bakoe.
Apostolisch nuntius voor Azerbeidzjan is aartsbisschop Marek Solczyński, die tevens nuntius is voor Turkije en Turkmenistan.
In mei 2002 bezocht paus Johannes-Paulus II Azerbeidzjan.